# 杲宝
杲宝（ごうほう（こうほうとも言う）、徳治元年（1306年）- 康安2年/正平17年7月7日（1362年7月28日））は、南北朝時代の真言宗の学僧。出身については下野国とも但馬国とも言われている。東寺観智院第1世。

## 略歴
幼いころに出家して高野山にのぼり、その後は東寺宝菩提院の頼宝に真言密教を学んだ。ついで、槙尾山の浄宝に三宝流の灌頂を受け、勧修寺慈尊院の栄海に師事して伝法灌頂を受けた。東寺勧学会学頭・法印・大僧正を歴任する一方、真言教学の研究に専念し、高野山の宥快とともに真言教学の中興の祖と称される。

## 著書
- 『杲宝記』
- 『大日経疏演奥鈔』
- 『三十卷教王経文次第』
- 『理趣釈秘要鈔』
- 『開心抄』
- 『金剛頂宗綱概』
- 『大日経教主本地加持分別』
- 『宝冊鈔』
- 『徳一未決答釈』